# Volta a Califòrnia 2018
La Volta a Califòrnia 2018, tretzena edició de la Volta a Califòrnia, es disputà entre el 13 i el 19 de maig de 2018 sobre un recorregut de 1039,7 km dividits en 7 etapes. Fou la segona vegada que la cursa formà part de l'UCI World Tour 2018, amb una categoria 2.UWT.
El vencedor final fou el neozelandès Egan Bernal (Team Sky), que s'imposà per 1' 25" a l'estatunidenc Tejay Van Garderen (BMC Racing) i per 2' 14" al columbià Daniel Martínez Poveda (Education First - Drapac). Bernal va guanyar dues etapes, la darrera li va permetre recuperar el temps perdut amb el fins aleshores líder Van Garderen.
Fernando Gaviria (Quick Step Floors) aconseguí la victòria en la classificació per punts, Toms Skujiņš (Trek-Segafredo) la de la muntanya, Egan Bernal (Team Sky), la dels joves i el Team Sky fou el millor equip.

## Equips participants
En ser una nova cursa de l'UCI World Tour, tots els UCI WorldTeams són convidats a prendre-hi part, però no obligats a fer-ho. El resultat fou la participació de treze equips UCI WorldTeams i quatre equips continentals professionals.
| WorldTeams (13)- AG2R La Mondiale - BMC Racing Team - Bora-Hansgrohe - Dimension Data - EF Education First-Drapac p/b Cannondale - Katusha-Alpecin - Lotto NL-Jumbo - Mitchelton-Scott - Quick-Step Floors - Sky - Team Sunweb - Trek-Segafredo - UAE Team Emirates Equips continentals professionals (4)- Hagens Berman Axeon - Holowesko-Citadel - Rally Cycling - UnitedHealthcare |
| |

## Etapes
| Etapa    | Data       | Ciutats d'etapa                    | type                      | Distància (km) | Vencedor de l'etapa     | Líder de la general     |
| -------- | ---------- | ---------------------------------- | ------------------------- | -------------- | ----------------------- | ----------------------- |
| 1a etapa | 13 de maig | Long Beach – Long Beach            | etapa plana               | 134,5          | Fernando Gaviria Rendón | Fernando Gaviria Rendón |
| 2a etapa | 14 de maig | Ventura – Comtat de Santa Barbara  | etapa de muntanya         | 155            | Egan Bernal Gómez       | Egan Bernal Gómez       |
| 3a etapa | 15 de maig | King City – Circuit de Laguna Seca | etapa de mitja muntanya   | 197            | Toms Skujiņš            | Egan Bernal Gómez       |
| 4a etapa | 16 de maig | San José – Morgan Hill             | contrarellotge individual | 34,7           | Tejay van Garderen      | Tejay van Garderen      |
| 5a etapa | 17 de maig | Stockton – Elk Grove               | etapa plana               | 176            | Fernando Gaviria Rendón | Tejay van Garderen      |
| 6a etapa | 18 de maig | Folsom – South Lake Tahoe          | etapa de muntanya         | 196,5          | Egan Bernal Gómez       | Egan Bernal Gómez       |
| 7a etapa | 19 de maig | Sacramento – Sacramento            | etapa plana               | 146            | Fernando Gaviria Rendón | Egan Bernal Gómez       |

### 1a etapa
13 de maig. Long Beach – Long Beach, 134,5 km
| \| Classificació de l'etapa \| Classificació de l'etapa \| Classificació de l'etapa \| Classificació de l'etapa \| Classificació de l'etapa \| \| Corredor \| Corredor \| Equip \| Temps \| \| \| ------------------------ \| ------------------------ \| ------------------------ \| ------------------------ \| ------------------------ \| \| 1r \| Fernando Gaviria Rendón \| Quick-Step Floors \| 3h 02' 23" \| \| \| 2n \| Caleb Ewan \| Mitchelton-Scott \| + 0" \| \| \| 3r \| Peter Sagan \| Bora-Hansgrohe \| + 0" \| \| \| 4t \| Marcel Kittel \| Katusha-Alpecin \| + 0" \| \| \| 5è \| Alexander Kristoff \| UAE Team Emirates \| + 0" \| \| \| 6è \| Jasper Philipsen \| Hagens Berman Axeon \| + 0" \| \| \| 7è \| Kiel Reijnen \| Trek-Segafredo \| + 0" \| \| \| 8è \| Max Walscheid \| Team Sunweb \| + 0" \| \| \| 9è \| Tyler Magner \| Rally Cycling \| + 0" \| \| \| 10è \| Mark Cavendish \| Dimension Data \| + 0" \| \| |                         |                     |            |
| |                         |                     |            |
| Font: ProCyclingStats |                         |                     |            |
| Classificació de l'etapa |                         |                     |            |
| Corredor | Corredor                | Equip               | Temps      |
| 1r | Fernando Gaviria Rendón | Quick-Step Floors   | 3h 02' 23" |
| 2n | Caleb Ewan              | Mitchelton-Scott    | + 0"       |
| 3r | Peter Sagan             | Bora-Hansgrohe      | + 0"       |
| 4t | Marcel Kittel           | Katusha-Alpecin     | + 0"       |
| 5è | Alexander Kristoff      | UAE Team Emirates   | + 0"       |
| 6è | Jasper Philipsen        | Hagens Berman Axeon | + 0"       |
| 7è | Kiel Reijnen            | Trek-Segafredo      | + 0"       |
| 8è | Max Walscheid           | Team Sunweb         | + 0"       |
| 9è | Tyler Magner            | Rally Cycling       | + 0"       |
| 10è | Mark Cavendish          | Dimension Data      | + 0"       |

| \| Classificació general \| Classificació general \| Classificació general \| Classificació general \| Classificació general \| \| Corredor \| Corredor \| Equip \| Temps \| \| \| --------------------- \| ----------------------- \| --------------------- \| --------------------- \| --------------------- \| \| 1r \| Fernando Gaviria Rendón \| Quick-Step Floors \| 3h 02' 13" \| \| \| 2n \| Caleb Ewan \| Mitchelton-Scott \| + 4" \| \| \| 3r \| Tanner Putt \| UnitedHealthcare \| + 4" \| \| \| 4t \| Peter Sagan \| Bora-Hansgrohe \| + 6" \| \| \| 5è \| Andrei Krasilnikau \| Holowesko Citadel \| + 6" \| \| \| 6è \| Mark Cavendish \| Dimension Data \| + 9" \| \| \| 7è \| Álvaro Hodeg Chagui \| Quick-Step Floors \| + 9" \| \| \| 8è \| Marcel Kittel \| Katusha-Alpecin \| + 10" \| \| \| 9è \| Alexander Kristoff \| UAE Team Emirates \| + 10" \| \| \| 10è \| Jasper Philipsen \| Hagens Berman Axeon \| + 10" \| \| |                         |                     |            |
| |                         |                     |            |
| Font: ProCyclingStats |                         |                     |            |
| Classificació general |                         |                     |            |
| Corredor | Corredor                | Equip               | Temps      |
| 1r | Fernando Gaviria Rendón | Quick-Step Floors   | 3h 02' 13" |
| 2n | Caleb Ewan              | Mitchelton-Scott    | + 4"       |
| 3r | Tanner Putt             | UnitedHealthcare    | + 4"       |
| 4t | Peter Sagan             | Bora-Hansgrohe      | + 6"       |
| 5è | Andrei Krasilnikau      | Holowesko Citadel   | + 6"       |
| 6è | Mark Cavendish          | Dimension Data      | + 9"       |
| 7è | Álvaro Hodeg Chagui     | Quick-Step Floors   | + 9"       |
| 8è | Marcel Kittel           | Katusha-Alpecin     | + 10"      |
| 9è | Alexander Kristoff      | UAE Team Emirates   | + 10"      |
| 10è | Jasper Philipsen        | Hagens Berman Axeon | + 10"      |

### 2a etapa
14 de maig. Ventura - Comtat de Santa Bàrbara, 155 km
| \| Classificació de l'etapa \| Classificació de l'etapa \| Classificació de l'etapa \| Classificació de l'etapa \| Classificació de l'etapa \| \| Corredor \| Corredor \| Equip \| Temps \| \| \| ------------------------ \| ------------------------ \| ------------------------- \| ------------------------ \| ------------------------ \| \| 1r \| Egan Bernal Gómez \| Team Sky \| 4h 14' 00" \| \| \| 2n \| Rafał Majka \| Bora-Hansgrohe \| + 21" \| \| \| 3r \| Adam Yates \| Mitchelton-Scott \| + 25" \| \| \| 4t \| Antwan Tolhoek \| LottoNL-Jumbo \| + 30" \| \| \| 5è \| Daniel Martínez Poveda \| EF Education First-Drapac \| + 30" \| \| \| 6è \| Kristijan Đurasek \| UAE Team Emirates \| + 30" \| \| \| 7è \| Mathias Frank \| AG2R La Mondiale \| + 40" \| \| \| 8è \| Tejay van Garderen \| BMC Racing Team \| + 50" \| \| \| 9è \| Edward Ravasi \| UAE Team Emirates \| + 59" \| \| \| 10è \| Ruben Guerreiro \| Trek-Segafredo \| + 1' 01" \| \| |                        |                           |            |
| |                        |                           |            |
| Font: ProCyclingStats |                        |                           |            |
| Classificació de l'etapa |                        |                           |            |
| Corredor | Corredor               | Equip                     | Temps      |
| 1r | Egan Bernal Gómez      | Team Sky                  | 4h 14' 00" |
| 2n | Rafał Majka            | Bora-Hansgrohe            | + 21"      |
| 3r | Adam Yates             | Mitchelton-Scott          | + 25"      |
| 4t | Antwan Tolhoek         | LottoNL-Jumbo             | + 30"      |
| 5è | Daniel Martínez Poveda | EF Education First-Drapac | + 30"      |
| 6è | Kristijan Đurasek      | UAE Team Emirates         | + 30"      |
| 7è | Mathias Frank          | AG2R La Mondiale          | + 40"      |
| 8è | Tejay van Garderen     | BMC Racing Team           | + 50"      |
| 9è | Edward Ravasi          | UAE Team Emirates         | + 59"      |
| 10è | Ruben Guerreiro        | Trek-Segafredo            | + 1' 01"   |

| \| Classificació general \| Classificació general \| Classificació general \| Classificació general \| Classificació general \| \| Corredor \| Corredor \| Equip \| Temps \| \| \| --------------------- \| ---------------------- \| ------------------------- \| --------------------- \| --------------------- \| \| 1r \| Egan Bernal Gómez \| Team Sky \| 7h 16' 13" \| \| \| 2n \| Rafał Majka \| Bora-Hansgrohe \| + 25" \| \| \| 3r \| Adam Yates \| Mitchelton-Scott \| + 31" \| \| \| 4t \| Antwan Tolhoek \| LottoNL-Jumbo \| + 40" \| \| \| 5è \| Kristijan Đurasek \| UAE Team Emirates \| + 40" \| \| \| 6è \| Daniel Martínez Poveda \| EF Education First-Drapac \| + 40" \| \| \| 7è \| Mathias Frank \| AG2R La Mondiale \| + 50" \| \| \| 8è \| Tejay van Garderen \| BMC Racing Team \| + 1' 00" \| \| \| 9è \| Edward Ravasi \| UAE Team Emirates \| + 1' 09" \| \| \| 10è \| Ruben Guerreiro \| Trek-Segafredo \| + 1' 11" \| \| |                        |                           |            |
| |                        |                           |            |
| Font: ProCyclingStats |                        |                           |            |
| Classificació general |                        |                           |            |
| Corredor | Corredor               | Equip                     | Temps      |
| 1r | Egan Bernal Gómez      | Team Sky                  | 7h 16' 13" |
| 2n | Rafał Majka            | Bora-Hansgrohe            | + 25"      |
| 3r | Adam Yates             | Mitchelton-Scott          | + 31"      |
| 4t | Antwan Tolhoek         | LottoNL-Jumbo             | + 40"      |
| 5è | Kristijan Đurasek      | UAE Team Emirates         | + 40"      |
| 6è | Daniel Martínez Poveda | EF Education First-Drapac | + 40"      |
| 7è | Mathias Frank          | AG2R La Mondiale          | + 50"      |
| 8è | Tejay van Garderen     | BMC Racing Team           | + 1' 00"   |
| 9è | Edward Ravasi          | UAE Team Emirates         | + 1' 09"   |
| 10è | Ruben Guerreiro        | Trek-Segafredo            | + 1' 11"   |

### 3a etapa
15 de maig. King City - Mazda Raceway Laguna Seca, 197 km
| \| Classificació de l'etapa \| Classificació de l'etapa \| Classificació de l'etapa \| Classificació de l'etapa \| Classificació de l'etapa \| \| Corredor \| Corredor \| Equip \| Temps \| \| \| ------------------------ \| ------------------------ \| ------------------------- \| ------------------------ \| ------------------------ \| \| 1r \| Toms Skujiņš \| Trek-Segafredo \| 4h 52' 47" \| \| \| 2n \| Sean Bennett \| Hagens Berman Axeon \| + 3" \| \| \| 3r \| Caleb Ewan \| Mitchelton-Scott \| + 8" \| \| \| 4t \| Peter Sagan \| Bora-Hansgrohe \| + 8" \| \| \| 5è \| Egan Bernal Gómez \| Team Sky \| + 8" \| \| \| 6è \| Adam Yates \| Mitchelton-Scott \| + 8" \| \| \| 7è \| Alex Howes \| EF Education First-Drapac \| + 8" \| \| \| 8è \| Tom-Jelte Slagter \| Dimension Data \| + 8" \| \| \| 9è \| Brent Bookwalter \| BMC Racing Team \| + 8" \| \| \| 10è \| William Barta \| Hagens Berman Axeon \| + 8" \| \| |                   |                           |            |
| |                   |                           |            |
| Font: ProCyclingStats |                   |                           |            |
| Classificació de l'etapa |                   |                           |            |
| Corredor | Corredor          | Equip                     | Temps      |
| 1r | Toms Skujiņš      | Trek-Segafredo            | 4h 52' 47" |
| 2n | Sean Bennett      | Hagens Berman Axeon       | + 3"       |
| 3r | Caleb Ewan        | Mitchelton-Scott          | + 8"       |
| 4t | Peter Sagan       | Bora-Hansgrohe            | + 8"       |
| 5è | Egan Bernal Gómez | Team Sky                  | + 8"       |
| 6è | Adam Yates        | Mitchelton-Scott          | + 8"       |
| 7è | Alex Howes        | EF Education First-Drapac | + 8"       |
| 8è | Tom-Jelte Slagter | Dimension Data            | + 8"       |
| 9è | Brent Bookwalter  | BMC Racing Team           | + 8"       |
| 10è | William Barta     | Hagens Berman Axeon       | + 8"       |

| \| Classificació general \| Classificació general \| Classificació general \| Classificació general \| Classificació general \| \| Corredor \| Corredor \| Equip \| Temps \| \| \| --------------------- \| ---------------------- \| ------------------------- \| --------------------- \| --------------------- \| \| 1r \| Egan Bernal Gómez \| Team Sky \| 12h 09' 08" \| \| \| 2n \| Rafał Majka \| Bora-Hansgrohe \| + 25" \| \| \| 3r \| Adam Yates \| Mitchelton-Scott \| + 31" \| \| \| 4t \| Antwan Tolhoek \| LottoNL-Jumbo \| + 40" \| \| \| 5è \| Kristijan Đurasek \| UAE Team Emirates \| + 40" \| \| \| 6è \| Daniel Martínez Poveda \| EF Education First-Drapac \| + 40" \| \| \| 7è \| Mathias Frank \| AG2R La Mondiale \| + 50" \| \| \| 8è \| Tejay van Garderen \| BMC Racing Team \| + 1' 00" \| \| \| 9è \| Ruben Guerreiro \| Trek-Segafredo \| + 1' 11" \| \| \| 10è \| Laurens De Plus \| Quick-Step Floors \| + 1' 14" \| \| |                        |                           |             |
| |                        |                           |             |
| Font: ProCyclingStats |                        |                           |             |
| Classificació general |                        |                           |             |
| Corredor | Corredor               | Equip                     | Temps       |
| 1r | Egan Bernal Gómez      | Team Sky                  | 12h 09' 08" |
| 2n | Rafał Majka            | Bora-Hansgrohe            | + 25"       |
| 3r | Adam Yates             | Mitchelton-Scott          | + 31"       |
| 4t | Antwan Tolhoek         | LottoNL-Jumbo             | + 40"       |
| 5è | Kristijan Đurasek      | UAE Team Emirates         | + 40"       |
| 6è | Daniel Martínez Poveda | EF Education First-Drapac | + 40"       |
| 7è | Mathias Frank          | AG2R La Mondiale          | + 50"       |
| 8è | Tejay van Garderen     | BMC Racing Team           | + 1' 00"    |
| 9è | Ruben Guerreiro        | Trek-Segafredo            | + 1' 11"    |
| 10è | Laurens De Plus        | Quick-Step Floors         | + 1' 14"    |

### 4a etapa
16 de maig. San José - San José, 34,7 km (contrarellotge individual)
| \| Classificació de l'etapa \| Classificació de l'etapa \| Classificació de l'etapa \| Classificació de l'etapa \| Classificació de l'etapa \| \| Corredor \| Corredor \| Equip \| Temps \| \| \| ------------------------ \| ------------------------ \| ------------------------- \| ------------------------ \| ------------------------ \| \| 1r \| Tejay van Garderen \| BMC Racing Team \| 40' 47" \| \| \| 2n \| Patrick Bevin \| BMC Racing Team \| + 7" \| \| \| 3r \| Tao Geoghegan Hart \| Team Sky \| + 32" \| \| \| 4t \| Lawson Craddock \| EF Education First-Drapac \| + 46" \| \| \| 5è \| Filippo Ganna \| UAE Team Emirates \| + 49" \| \| \| 6è \| Mikkel Bjerg \| Hagens Berman Axeon \| + 53" \| \| \| 7è \| Jack Bauer \| Mitchelton-Scott \| + 55" \| \| \| 8è \| Neilson Powless \| LottoNL-Jumbo \| + 56" \| \| \| 9è \| Maciej Bodnar \| Bora-Hansgrohe \| + 57" \| \| \| 10è \| Daniel Martínez Poveda \| EF Education First-Drapac \| + 57" \| \| |                        |                           |         |
| |                        |                           |         |
| Font: ProCyclingStats |                        |                           |         |
| Classificació de l'etapa |                        |                           |         |
| Corredor | Corredor               | Equip                     | Temps   |
| 1r | Tejay van Garderen     | BMC Racing Team           | 40' 47" |
| 2n | Patrick Bevin          | BMC Racing Team           | + 7"    |
| 3r | Tao Geoghegan Hart     | Team Sky                  | + 32"   |
| 4t | Lawson Craddock        | EF Education First-Drapac | + 46"   |
| 5è | Filippo Ganna          | UAE Team Emirates         | + 49"   |
| 6è | Mikkel Bjerg           | Hagens Berman Axeon       | + 53"   |
| 7è | Jack Bauer             | Mitchelton-Scott          | + 55"   |
| 8è | Neilson Powless        | LottoNL-Jumbo             | + 56"   |
| 9è | Maciej Bodnar          | Bora-Hansgrohe            | + 57"   |
| 10è | Daniel Martínez Poveda | EF Education First-Drapac | + 57"   |

| \| Classificació general \| Classificació general \| Classificació general \| Classificació general \| Classificació general \| \| Corredor \| Corredor \| Equip \| Temps \| \| \| --------------------- \| ---------------------- \| ------------------------- \| --------------------- \| --------------------- \| \| 1r \| Tejay van Garderen \| BMC Racing Team \| 12h 50' 55" \| \| \| 2n \| Egan Bernal Gómez \| Team Sky \| + 23" \| \| \| 3r \| Daniel Martínez Poveda \| EF Education First-Drapac \| + 37" \| \| \| 4t \| Tao Geoghegan Hart \| Team Sky \| + 52" \| \| \| 5è \| Adam Yates \| Mitchelton-Scott \| + 1' 07" \| \| \| 6è \| Rafał Majka \| Bora-Hansgrohe \| + 1' 29" \| \| \| 7è \| Brandon McNulty \| Rally Cycling \| + 2' 08" \| \| \| 8è \| Laurens De Plus \| Quick-Step Floors \| + 2' 13" \| \| \| 9è \| Kristijan Đurasek \| UAE Team Emirates \| + 2' 15" \| \| \| 10è \| Brent Bookwalter \| BMC Racing Team \| + 2' 34" \| \| |                        |                           |             |
| |                        |                           |             |
| Font: ProCyclingStats |                        |                           |             |
| Classificació general |                        |                           |             |
| Corredor | Corredor               | Equip                     | Temps       |
| 1r | Tejay van Garderen     | BMC Racing Team           | 12h 50' 55" |
| 2n | Egan Bernal Gómez      | Team Sky                  | + 23"       |
| 3r | Daniel Martínez Poveda | EF Education First-Drapac | + 37"       |
| 4t | Tao Geoghegan Hart     | Team Sky                  | + 52"       |
| 5è | Adam Yates             | Mitchelton-Scott          | + 1' 07"    |
| 6è | Rafał Majka            | Bora-Hansgrohe            | + 1' 29"    |
| 7è | Brandon McNulty        | Rally Cycling             | + 2' 08"    |
| 8è | Laurens De Plus        | Quick-Step Floors         | + 2' 13"    |
| 9è | Kristijan Đurasek      | UAE Team Emirates         | + 2' 15"    |
| 10è | Brent Bookwalter       | BMC Racing Team           | + 2' 34"    |

### 5a etapa
17 de maig. Stockton - Elk Grove, 176 km
| \| Classificació de l'etapa \| Classificació de l'etapa \| Classificació de l'etapa \| Classificació de l'etapa \| Classificació de l'etapa \| \| Corredor \| Corredor \| Equip \| Temps \| \| \| ------------------------ \| ------------------------ \| ------------------------ \| ------------------------ \| ------------------------ \| \| 1r \| Fernando Gaviria Rendón \| Quick-Step Floors \| 4' 05" \| \| \| 2n \| Caleb Ewan \| Mitchelton-Scott \| + 0" \| \| \| 3r \| Peter Sagan \| Bora-Hansgrohe \| + 0" \| \| \| 4t \| Rick Zabel \| Katusha-Alpecin \| + 0" \| \| \| 5è \| John Murphy \| Holowesko Citadel \| + 0" \| \| \| 6è \| Sean Bennett \| Hagens Berman Axeon \| + 0" \| \| \| 7è \| Lucas Sebastián Haedo \| UnitedHealthcare \| + 0" \| \| \| 8è \| Ivo Oliveira \| Hagens Berman Axeon \| + 0" \| \| \| 9è \| Alexander Kristoff \| UAE Team Emirates \| + 0" \| \| \| 10è \| Travis McCabe \| UnitedHealthcare \| + 0" \| \| |                         |                     |        |
| |                         |                     |        |
| Font: ProCyclingStats |                         |                     |        |
| Classificació de l'etapa |                         |                     |        |
| Corredor | Corredor                | Equip               | Temps  |
| 1r | Fernando Gaviria Rendón | Quick-Step Floors   | 4' 05" |
| 2n | Caleb Ewan              | Mitchelton-Scott    | + 0"   |
| 3r | Peter Sagan             | Bora-Hansgrohe      | + 0"   |
| 4t | Rick Zabel              | Katusha-Alpecin     | + 0"   |
| 5è | John Murphy             | Holowesko Citadel   | + 0"   |
| 6è | Sean Bennett            | Hagens Berman Axeon | + 0"   |
| 7è | Lucas Sebastián Haedo   | UnitedHealthcare    | + 0"   |
| 8è | Ivo Oliveira            | Hagens Berman Axeon | + 0"   |
| 9è | Alexander Kristoff      | UAE Team Emirates   | + 0"   |
| 10è | Travis McCabe           | UnitedHealthcare    | + 0"   |

| \| Classificació general \| Classificació general \| Classificació general \| Classificació general \| Classificació general \| \| Corredor \| Corredor \| Equip \| Temps \| \| \| --------------------- \| ---------------------- \| ------------------------- \| --------------------- \| --------------------- \| \| 1r \| Tejay van Garderen \| BMC Racing Team \| 16h 55' 29" \| \| \| 2n \| Egan Bernal Gómez \| Team Sky \| + 23" \| \| \| 3r \| Daniel Martínez Poveda \| EF Education First-Drapac \| + 37" \| \| \| 4t \| Adam Yates \| Mitchelton-Scott \| + 1' 07" \| \| \| 5è \| Tao Geoghegan Hart \| Team Sky \| + 1' 15" \| \| \| 6è \| Rafał Majka \| Bora-Hansgrohe \| + 1' 29" \| \| \| 7è \| Brandon McNulty \| Rally Cycling \| + 2' 08" \| \| \| 8è \| Laurens De Plus \| Quick-Step Floors \| + 2' 13" \| \| \| 9è \| Kristijan Đurasek \| UAE Team Emirates \| + 2' 15" \| \| \| 10è \| Brent Bookwalter \| BMC Racing Team \| + 2' 34" \| \| |                        |                           |             |
| |                        |                           |             |
| Font: ProCyclingStats |                        |                           |             |
| Classificació general |                        |                           |             |
| Corredor | Corredor               | Equip                     | Temps       |
| 1r | Tejay van Garderen     | BMC Racing Team           | 16h 55' 29" |
| 2n | Egan Bernal Gómez      | Team Sky                  | + 23"       |
| 3r | Daniel Martínez Poveda | EF Education First-Drapac | + 37"       |
| 4t | Adam Yates             | Mitchelton-Scott          | + 1' 07"    |
| 5è | Tao Geoghegan Hart     | Team Sky                  | + 1' 15"    |
| 6è | Rafał Majka            | Bora-Hansgrohe            | + 1' 29"    |
| 7è | Brandon McNulty        | Rally Cycling             | + 2' 08"    |
| 8è | Laurens De Plus        | Quick-Step Floors         | + 2' 13"    |
| 9è | Kristijan Đurasek      | UAE Team Emirates         | + 2' 15"    |
| 10è | Brent Bookwalter       | BMC Racing Team           | + 2' 34"    |

### 6a etapa
18 de maig. Folsom - South Lake Tahoe, 196,5 km
| \| Classificació de l'etapa \| Classificació de l'etapa \| Classificació de l'etapa \| Classificació de l'etapa \| Classificació de l'etapa \| \| Corredor \| Corredor \| Equip \| Temps \| \| \| ------------------------ \| ------------------------ \| ------------------------- \| ------------------------ \| ------------------------ \| \| 1r \| Egan Bernal Gómez \| Team Sky \| 5h 30' 58" \| \| \| 2n \| Adam Yates \| Mitchelton-Scott \| + 1' 28" \| \| \| 3r \| Tao Geoghegan Hart \| Team Sky \| + 1' 30" \| \| \| 4t \| Brandon McNulty \| Rally Cycling \| + 1' 33" \| \| \| 5è \| Jai Hindley \| Team Sunweb \| + 1' 38" \| \| \| 6è \| Mathias Frank \| AG2R La Mondiale \| + 1' 38" \| \| \| 7è \| Tejay van Garderen \| BMC Racing Team \| + 1' 38" \| \| \| 8è \| Rafał Majka \| Bora-Hansgrohe \| + 1' 45" \| \| \| 9è \| Edward Ravasi \| UAE Team Emirates \| + 1' 46" \| \| \| 10è \| Daniel Martínez Poveda \| EF Education First-Drapac \| + 1' 50" \| \| |                        |                           |            |
| |                        |                           |            |
| Font: ProCyclingStats |                        |                           |            |
| Classificació de l'etapa |                        |                           |            |
| Corredor | Corredor               | Equip                     | Temps      |
| 1r | Egan Bernal Gómez      | Team Sky                  | 5h 30' 58" |
| 2n | Adam Yates             | Mitchelton-Scott          | + 1' 28"   |
| 3r | Tao Geoghegan Hart     | Team Sky                  | + 1' 30"   |
| 4t | Brandon McNulty        | Rally Cycling             | + 1' 33"   |
| 5è | Jai Hindley            | Team Sunweb               | + 1' 38"   |
| 6è | Mathias Frank          | AG2R La Mondiale          | + 1' 38"   |
| 7è | Tejay van Garderen     | BMC Racing Team           | + 1' 38"   |
| 8è | Rafał Majka            | Bora-Hansgrohe            | + 1' 45"   |
| 9è | Edward Ravasi          | UAE Team Emirates         | + 1' 46"   |
| 10è | Daniel Martínez Poveda | EF Education First-Drapac | + 1' 50"   |

| \| Classificació general \| Classificació general \| Classificació general \| Classificació general \| Classificació general \| \| Corredor \| Corredor \| Equip \| Temps \| \| \| --------------------- \| ---------------------- \| ------------------------- \| --------------------- \| --------------------- \| \| 1r \| Egan Bernal Gómez \| Team Sky \| 22h 26' 40" \| \| \| 2n \| Tejay van Garderen \| BMC Racing Team \| + 1' 25" \| \| \| 3r \| Daniel Martínez Poveda \| EF Education First-Drapac \| + 2' 14" \| \| \| 4t \| Adam Yates \| Mitchelton-Scott \| + 2' 16" \| \| \| 5è \| Tao Geoghegan Hart \| Team Sky \| + 2' 28" \| \| \| 6è \| Rafał Majka \| Bora-Hansgrohe \| + 3' 01" \| \| \| 7è \| Brandon McNulty \| Rally Cycling \| + 3' 28" \| \| \| 8è \| Laurens De Plus \| Quick-Step Floors \| + 3' 50" \| \| \| 9è \| Kristijan Đurasek \| UAE Team Emirates \| + 3' 59" \| \| \| 10è \| Mathias Frank \| AG2R La Mondiale \| + 4' 01" \| \| |                        |                           |             |
| |                        |                           |             |
| Font: ProCyclingStats |                        |                           |             |
| Classificació general |                        |                           |             |
| Corredor | Corredor               | Equip                     | Temps       |
| 1r | Egan Bernal Gómez      | Team Sky                  | 22h 26' 40" |
| 2n | Tejay van Garderen     | BMC Racing Team           | + 1' 25"    |
| 3r | Daniel Martínez Poveda | EF Education First-Drapac | + 2' 14"    |
| 4t | Adam Yates             | Mitchelton-Scott          | + 2' 16"    |
| 5è | Tao Geoghegan Hart     | Team Sky                  | + 2' 28"    |
| 6è | Rafał Majka            | Bora-Hansgrohe            | + 3' 01"    |
| 7è | Brandon McNulty        | Rally Cycling             | + 3' 28"    |
| 8è | Laurens De Plus        | Quick-Step Floors         | + 3' 50"    |
| 9è | Kristijan Đurasek      | UAE Team Emirates         | + 3' 59"    |
| 10è | Mathias Frank          | AG2R La Mondiale          | + 4' 01"    |

### 7a etapa
19 de maig. Sacramento - Sacramento, 146 km
| \| Classificació de l'etapa \| Classificació de l'etapa \| Classificació de l'etapa \| Classificació de l'etapa \| Classificació de l'etapa \| \| Corredor \| Corredor \| Equip \| Temps \| \| \| ------------------------ \| ------------------------ \| ------------------------- \| ------------------------ \| ------------------------ \| \| 1r \| Fernando Gaviria Rendón \| Quick-Step Floors \| 3h 07' 39" \| \| \| 2n \| Max Walscheid \| Team Sunweb \| + 0" \| \| \| 3r \| Caleb Ewan \| Mitchelton-Scott \| + 0" \| \| \| 4t \| Peter Sagan \| Bora-Hansgrohe \| + 0" \| \| \| 5è \| Miguel Bryon \| Holowesko Citadel \| + 0" \| \| \| 6è \| Alexander Kristoff \| UAE Team Emirates \| + 0" \| \| \| 7è \| Michael Rice \| Hagens Berman Axeon \| + 0" \| \| \| 8è \| Tyler Magner \| Rally Cycling \| + 0" \| \| \| 9è \| Daniel McLay \| EF Education First-Drapac \| + 0" \| \| \| 10è \| Kiel Reijnen \| Trek-Segafredo \| + 0" \| \| |                         |                           |            |
| |                         |                           |            |
| Font: ProCyclingStats |                         |                           |            |
| Classificació de l'etapa |                         |                           |            |
| Corredor | Corredor                | Equip                     | Temps      |
| 1r | Fernando Gaviria Rendón | Quick-Step Floors         | 3h 07' 39" |
| 2n | Max Walscheid           | Team Sunweb               | + 0"       |
| 3r | Caleb Ewan              | Mitchelton-Scott          | + 0"       |
| 4t | Peter Sagan             | Bora-Hansgrohe            | + 0"       |
| 5è | Miguel Bryon            | Holowesko Citadel         | + 0"       |
| 6è | Alexander Kristoff      | UAE Team Emirates         | + 0"       |
| 7è | Michael Rice            | Hagens Berman Axeon       | + 0"       |
| 8è | Tyler Magner            | Rally Cycling             | + 0"       |
| 9è | Daniel McLay            | EF Education First-Drapac | + 0"       |
| 10è | Kiel Reijnen            | Trek-Segafredo            | + 0"       |

## Classificacions finals

### Classificació general
| \| Classificació general \| Classificació general \| Classificació general \| Classificació general \| Classificació general \| \| Corredor \| Corredor \| Equip \| Temps \| \| \| --------------------- \| ---------------------- \| ------------------------- \| --------------------- \| --------------------- \| \| 1r \| Egan Bernal Gómez \| Team Sky \| 25h 34' 19" \| \| \| 2n \| Tejay van Garderen \| BMC Racing Team \| + 1' 25" \| \| \| 3r \| Daniel Martínez Poveda \| EF Education First-Drapac \| + 2' 14" \| \| \| 4t \| Adam Yates \| Mitchelton-Scott \| + 2' 16" \| \| \| 5è \| Tao Geoghegan Hart \| Team Sky \| + 2' 28" \| \| \| 6è \| Rafał Majka \| Bora-Hansgrohe \| + 3' 01" \| \| \| 7è \| Brandon McNulty \| Rally Cycling \| + 3' 28" \| \| \| 8è \| Laurens De Plus \| Quick-Step Floors \| + 3' 50" \| \| \| 9è \| Kristijan Đurasek \| UAE Team Emirates \| + 3' 59" \| \| \| 10è \| Mathias Frank \| AG2R La Mondiale \| + 4' 01" \| \| |                        |                           |             |
| |                        |                           |             |
| Font: ProCyclingStats |                        |                           |             |
| Classificació general |                        |                           |             |
| Corredor | Corredor               | Equip                     | Temps       |
| 1r | Egan Bernal Gómez      | Team Sky                  | 25h 34' 19" |
| 2n | Tejay van Garderen     | BMC Racing Team           | + 1' 25"    |
| 3r | Daniel Martínez Poveda | EF Education First-Drapac | + 2' 14"    |
| 4t | Adam Yates             | Mitchelton-Scott          | + 2' 16"    |
| 5è | Tao Geoghegan Hart     | Team Sky                  | + 2' 28"    |
| 6è | Rafał Majka            | Bora-Hansgrohe            | + 3' 01"    |
| 7è | Brandon McNulty        | Rally Cycling             | + 3' 28"    |
| 8è | Laurens De Plus        | Quick-Step Floors         | + 3' 50"    |
| 9è | Kristijan Đurasek      | UAE Team Emirates         | + 3' 59"    |
| 10è | Mathias Frank          | AG2R La Mondiale          | + 4' 01"    |

## Classificacions secundàries
| Classificació per punts | Classificació per punts | Classificació per punts | Classificació per punts | Classificació per punts |
| Corredor                | Corredor                | Equip                   | Punts                   |                         |
| ----------------------- | ----------------------- | ----------------------- | ----------------------- | ----------------------- |
| 1r                      | Fernando Gaviria Rendón | Quick-Step Floors       | 45 pts                  |                         |
| 2n                      | Caleb Ewan              | Mitchelton-Scott        | 42 pts                  |                         |
| 3r                      | Egan Bernal Gómez       | Team Sky                | 36 pts                  |                         |
| 4t                      | Peter Sagan             | Bora-Hansgrohe          | 32 pts                  |                         |
| 5è                      | Adam Yates              | Mitchelton-Scott        | 26 pts                  |                         |
| 6è                      | Toms Skujiņš            | Trek-Segafredo          | 18 pts                  |                         |
| 7è                      | Sean Bennett            | Hagens Berman Axeon     | 18 pts                  |                         |
| 8è                      | Max Walscheid           | Team Sunweb             | 15 pts                  |                         |
| 9è                      | Rafał Majka             | Bora-Hansgrohe          | 15 pts                  |                         |
| 10è                     | Alexander Kristoff      | UAE Team Emirates       | 13 pts                  |                         |

| Classificació per punts | Classificació per punts | Classificació per punts | Classificació per punts | Classificació per punts |
| Corredor                | Corredor                | Equip                   | Punts                   |                         |
| ----------------------- | ----------------------- | ----------------------- | ----------------------- | ----------------------- |
| 1r                      | Fernando Gaviria Rendón | Quick-Step Floors       | 45 pts                  |                         |
| 2n                      | Caleb Ewan              | Mitchelton-Scott        | 42 pts                  |                         |
| 3r                      | Egan Bernal Gómez       | Team Sky                | 36 pts                  |                         |
| 4t                      | Peter Sagan             | Bora-Hansgrohe          | 32 pts                  |                         |
| 5è                      | Adam Yates              | Mitchelton-Scott        | 26 pts                  |                         |
| 6è                      | Toms Skujiņš            | Trek-Segafredo          | 18 pts                  |                         |
| 7è                      | Sean Bennett            | Hagens Berman Axeon     | 18 pts                  |                         |
| 8è                      | Max Walscheid           | Team Sunweb             | 15 pts                  |                         |
| 9è                      | Rafał Majka             | Bora-Hansgrohe          | 15 pts                  |                         |
| 10è                     | Alexander Kristoff      | UAE Team Emirates       | 13 pts                  |                         |

| Classificació de la muntanya | Classificació de la muntanya | Classificació de la muntanya | Classificació de la muntanya | Classificació de la muntanya |
| Corredor                     | Corredor                     | Equip                        | Punts                        |                              |
| ---------------------------- | ---------------------------- | ---------------------------- | ---------------------------- | ---------------------------- |
| 1r                           | Toms Skujiņš                 | Trek-Segafredo               | 34 pts                       |                              |
| 2n                           | Evan Huffman                 | Rally Cycling                | 33 pts                       |                              |
| 3r                           | Egan Bernal Gómez            | Team Sky                     | 26 pts                       |                              |
| 4t                           | Adam Yates                   | Mitchelton-Scott             | 20 pts                       |                              |
| 5è                           | Lawson Craddock              | EF Education First-Drapac    | 18 pts                       |                              |
| 6è                           | Daniel Martínez Poveda       | EF Education First-Drapac    | 13 pts                       |                              |
| 7è                           | Rafał Majka                  | Bora-Hansgrohe               | 13 pts                       |                              |
| 8è                           | Antwan Tolhoek               | LottoNL-Jumbo                | 11 pts                       |                              |
| 9è                           | Mikaël Cherel                | AG2R La Mondiale             | 9 pts                        |                              |
| 10è                          | Tejay van Garderen           | BMC Racing Team              | 8 pts                        |                              |

| Classificació de la muntanya | Classificació de la muntanya | Classificació de la muntanya | Classificació de la muntanya | Classificació de la muntanya |
| Corredor                     | Corredor                     | Equip                        | Punts                        |                              |
| ---------------------------- | ---------------------------- | ---------------------------- | ---------------------------- | ---------------------------- |
| 1r                           | Toms Skujiņš                 | Trek-Segafredo               | 34 pts                       |                              |
| 2n                           | Evan Huffman                 | Rally Cycling                | 33 pts                       |                              |
| 3r                           | Egan Bernal Gómez            | Team Sky                     | 26 pts                       |                              |
| 4t                           | Adam Yates                   | Mitchelton-Scott             | 20 pts                       |                              |
| 5è                           | Lawson Craddock              | EF Education First-Drapac    | 18 pts                       |                              |
| 6è                           | Daniel Martínez Poveda       | EF Education First-Drapac    | 13 pts                       |                              |
| 7è                           | Rafał Majka                  | Bora-Hansgrohe               | 13 pts                       |                              |
| 8è                           | Antwan Tolhoek               | LottoNL-Jumbo                | 11 pts                       |                              |
| 9è                           | Mikaël Cherel                | AG2R La Mondiale             | 9 pts                        |                              |
| 10è                          | Tejay van Garderen           | BMC Racing Team              | 8 pts                        |                              |

| Classificació del millor jove | Classificació del millor jove | Classificació del millor jove | Classificació del millor jove | Classificació del millor jove |
| Corredor                      | Corredor                      | Equip                         | Temps                         |                               |
| ----------------------------- | ----------------------------- | ----------------------------- | ----------------------------- | ----------------------------- |
| 1r                            | Egan Bernal Gómez             | Team Sky                      | 25h 34' 19"                   |                               |
| 2n                            | Daniel Martínez Poveda        | EF Education First-Drapac     | + 2' 14"                      |                               |
| 3r                            | Tao Geoghegan Hart            | Team Sky                      | + 2' 28"                      |                               |
| 4t                            | Brandon McNulty               | Rally Cycling                 | + 3' 28"                      |                               |
| 5è                            | Laurens De Plus               | Quick-Step Floors             | + 3' 50"                      |                               |
| 6è                            | Edward Ravasi                 | UAE Team Emirates             | + 6' 11"                      |                               |
| 7è                            | Antwan Tolhoek                | LottoNL-Jumbo                 | + 7' 03"                      |                               |
| 8è                            | Ruben Guerreiro               | Trek-Segafredo                | + 7' 05"                      |                               |
| 9è                            | Neilson Powless               | LottoNL-Jumbo                 | + 7' 25"                      |                               |
| 10è                           | Nicola Conci                  | Trek-Segafredo                | + 8' 07"                      |                               |

| Classificació del millor jove | Classificació del millor jove | Classificació del millor jove | Classificació del millor jove | Classificació del millor jove |
| Corredor                      | Corredor                      | Equip                         | Temps                         |                               |
| ----------------------------- | ----------------------------- | ----------------------------- | ----------------------------- | ----------------------------- |
| 1r                            | Egan Bernal Gómez             | Team Sky                      | 25h 34' 19"                   |                               |
| 2n                            | Daniel Martínez Poveda        | EF Education First-Drapac     | + 2' 14"                      |                               |
| 3r                            | Tao Geoghegan Hart            | Team Sky                      | + 2' 28"                      |                               |
| 4t                            | Brandon McNulty               | Rally Cycling                 | + 3' 28"                      |                               |
| 5è                            | Laurens De Plus               | Quick-Step Floors             | + 3' 50"                      |                               |
| 6è                            | Edward Ravasi                 | UAE Team Emirates             | + 6' 11"                      |                               |
| 7è                            | Antwan Tolhoek                | LottoNL-Jumbo                 | + 7' 03"                      |                               |
| 8è                            | Ruben Guerreiro               | Trek-Segafredo                | + 7' 05"                      |                               |
| 9è                            | Neilson Powless               | LottoNL-Jumbo                 | + 7' 25"                      |                               |
| 10è                           | Nicola Conci                  | Trek-Segafredo                | + 8' 07"                      |                               |

| Classificació per equips | Classificació per equips                 | Classificació per equips | Classificació per equips |
| Equip                    | Equip                                    | Temps                    |                          |
| ------------------------ | ---------------------------------------- | ------------------------ | ------------------------ |
| 1r                       | Sky                                      | 76h 55' 41"              |                          |
| 2n                       | Trek-Segafredo                           | + 8' 18"                 |                          |
| 3r                       | BMC Racing Team                          | + 9' 26"                 |                          |
| 4t                       | UAE Team Emirates                        | + 10' 35"                |                          |
| 5è                       | Lotto NL-Jumbo                           | + 16' 59"                |                          |
| 6è                       | AG2R La Mondiale                         | + 19' 24"                |                          |
| 7è                       | Katusha-Alpecin                          | + 26' 29"                |                          |
| 8è                       | Hagens Berman Axeon                      | + 27' 27"                |                          |
| 9è                       | EF Education First-Drapac p/b Cannondale | + 34' 44"                |                          |
| 10è                      | Quick-Step Floors                        | + 34' 47"                |                          |

| Classificació per equips | Classificació per equips                 | Classificació per equips | Classificació per equips |
| Equip                    | Equip                                    | Temps                    |                          |
| ------------------------ | ---------------------------------------- | ------------------------ | ------------------------ |
| 1r                       | Sky                                      | 76h 55' 41"              |                          |
| 2n                       | Trek-Segafredo                           | + 8' 18"                 |                          |
| 3r                       | BMC Racing Team                          | + 9' 26"                 |                          |
| 4t                       | UAE Team Emirates                        | + 10' 35"                |                          |
| 5è                       | Lotto NL-Jumbo                           | + 16' 59"                |                          |
| 6è                       | AG2R La Mondiale                         | + 19' 24"                |                          |
| 7è                       | Katusha-Alpecin                          | + 26' 29"                |                          |
| 8è                       | Hagens Berman Axeon                      | + 27' 27"                |                          |
| 9è                       | EF Education First-Drapac p/b Cannondale | + 34' 44"                |                          |
| 10è                      | Quick-Step Floors                        | + 34' 47"                |                          |

## Evolució de les classificacions
| Etapa                  | Vencedor               | Classificació general | Classificació dels esprints | Classificació de la muntanya | Classificació dels joves | Classificació per equips | Combativitat     |
| ---------------------- | ---------------------- | --------------------- | --------------------------- | ---------------------------- | ------------------------ | ------------------------ | ---------------- |
| 1                      | Fernando Gaviria       | Fernando Gaviria      | Fernando Gaviria            | no entregat                  | Fernando Gaviria         | Mitchelton-Scott         | Tanner Putt      |
| 2                      | Egan Bernal            | Egan Bernal           | Egan Bernal                 | Egan Bernal                  | Egan Bernal              | Trek-Segafredo           | Rubén Companioni |
| 3                      | Toms Skujiņš           | Egan Bernal           | Egan Bernal                 | Egan Bernal                  | Egan Bernal              | Trek-Segafredo           | Ian Garrison     |
| 4                      | Tejay van Garderen     | Tejay van Garderen    | Egan Bernal                 | Egan Bernal                  | Egan Bernal              | BMC Racing               | Ian Garrison     |
| 5                      | Fernando Gaviria       | Tejay van Garderen    | Caleb Ewan                  | Egan Bernal                  | Egan Bernal              | BMC Racing               | Fabian Lienhard  |
| 6                      | Egan Bernal            | Egan Bernal           | Egan Bernal                 | Toms Skujiņš                 | Egan Bernal              | Sky                      | Lawson Craddock  |
| 7                      | Fernando Gaviria       | Egan Bernal           | Fernando Gaviria            | Toms Skujiņš                 | Egan Bernal              | Sky                      | Mikkel Bjerg     |
| Classificacions finals | Classificacions finals | Egan Bernal           | Fernando Gaviria            | Toms Skujiņš                 | Egan Bernal              | Sky                      | no entregat      |